# 小峰村
小峰村（おみねむら）は、熊本県の中部、上益城郡にかつてあった村である。

## 歴史
- 1889年4月1日 - 町村制が施行。阿蘇郡小峰村、貫原村、小中竹村、木原谷村、緑川村、尾野尻村、鎌野村、市原村、仮屋村、米生村、須原村が合併して小峰村が発足。
- 1948年4月1日 - 所属郡が阿蘇郡から上益城郡へ移行。
- 1956年7月1日 - 朝日村と合併し清和村となる。